# HD15980
HD15980 — хімічно пекулярна зоря спектрального класу B9, що має видиму зоряну величину в смузі V приблизно 7,9.
Вона  розташована на відстані близько 1140,4 світлових років від Сонця.

## Пекулярний хімічний вміст
Зоряна атмосфера GSC2836-1247 має підвищений вміст Si .